# Рекло (Техас)
Рекло (англ. Reklaw) — місто (англ. city) в США, в округах Черокі і Раск штату Техас. Населення — 332 особи (2020).

## Географія
Рекло розташоване за координатами 31°52′0″ пн. ш. 94°58′54″ зх. д. / 31.86667° пн. ш. 94.98167° зх. д. (31.866590, -94.981549).  За даними Бюро перепису населення США в 2010 році місто мало площу 7,63 км², з яких 7,62 км² — суходіл та 0,01 км² — водойми.

## Демографія
Згідно з переписом 2010 року, у місті мешкало 379 осіб у 147 домогосподарствах у складі 103 родин. Густота населення становила 50 осіб/км².  Було 171 помешкання (22/км²).
Расовий склад населення:
| - 88,4 % — білих - 6,3 % — чорних або афроамериканців - 2,4 % — азіатів - 0,3 % — корінних американців - 1,1 % — осіб інших рас |

До двох чи більше рас належало 1,6 %. Частка іспаномовних становила 16,9 % від усіх жителів.
За віковим діапазоном населення розподілялося таким чином: 22,7 % — особи молодші 18 років, 58,8 % — особи у віці 18—64 років, 18,5 % — особи у віці 65 років та старші. Медіана віку мешканця становила 42,2 року. На 100 осіб жіночої статі у місті припадало 101,6 чоловіків;  на 100 жінок у віці від 18 років та старших — 98,0 чоловіків також старших 18 років.
Середній дохід на одне домашнє господарство  становив 52 609 доларів США (медіана — 32 431), а середній дохід на одну сім'ю — 65 729 доларів (медіана — 50 446). Медіана доходів становила 40 556 доларів для чоловіків та 28 906 доларів для жінок. За межею бідності перебувало 12,2 % осіб, у тому числі 3,1 % дітей у віці до 18 років та 18,7 % осіб у віці 65 років та старших.
Цивільне працевлаштоване населення становило 147 осіб. Основні галузі зайнятості: освіта, охорона здоров'я та соціальна допомога — 17,7 %, роздрібна торгівля — 12,9 %, виробництво — 12,9 %.